# Bechir Mogaadi
Bechir Mogaadi (ur. 11 kwietnia 1978 w Susie) – piłkarz tunezyjski grający na pozycji pomocnika. W swojej karierze rozegrał 1 mecz w reprezentacji Tunezji.

## Kariera klubowa
Karierę piłkarską Mogaadi rozpoczął w klubie Étoile Sportive du Sahel z miasta Susa. W jego barwach zadebiutował w sezonie 1999/2000 w pierwszej lidze tunezyjskiej. Grał w nim do 2002 roku i wtedy też odszedł do Espérance Tunis. W 2003 i 2004 roku wywalczył z Espérance dwa tytuły mistrza Tunezji.
W 2004 roku Mogaadi przeszedł do azerskiego klubu Karvan Yevlax. W 2006 roku wywalczył z Karvanem wicemistrzostwo Azerbejdżanu. Następnie wrócił do Tunezji i przez dwa sezony grał w ES Hammam-Sousse. W 2008 roku został z nim mistrzem Tunezji. Od 2008 do 2010 roku ponownie występował w Azerbejdżanie. W sezonie 2008/2009 był zawodnikiem Olimpika Baku, a w sezonie 2009/2010 - Karvanu Yevlax.

## Kariera reprezentacyjna
W reprezentacji Tunezji Mogaadi zadebiutował 22 stycznia 2000 roku w przegranym 2:4 meczu Pucharu Narodów Afryki 2000 z Nigerią. Były to zarazem jego jedyny mecz w kadrze narodowej.